# Cryptocercus punctulatus
Cryptocercus punctulatus är en kackerlacksart som beskrevs av Samuel Hubbard Scudder 1862. Cryptocercus punctulatus ingår i släktet Cryptocercus och familjen Cryptocercidae. Inga underarter finns listade i Catalogue of Life.